# Liste der Monuments historiques in Chanceaux
Die Liste der Monuments historiques in Chanceaux führt die Monuments historiques in der französischen Gemeinde Chanceaux auf.

## Liste der Immobilien
| Bezeichnung     | Beschreibung                                                    | Standort                | Kennzeichnung | Schutzstatus     | Datum     | Bild |
| --------------- | --------------------------------------------------------------- | ----------------------- | ------------- | ---------------- | --------- | ---- |
| Maison Brigaude | aus dem 16. Jahrhundert, mit zwei Kamin, um 1500; 1942 zerstört | 50bis Grande Rue (Lage) | PA00112177    | Inscrit gelöscht | 1942 2009 |      |
| Wohnhaus        | aus dem 15. Jahrhundert                                         | 34 Grande Rue (Lage)    | PA00112178    | Inscrit          | 1926      |      |